# Anton Rosen
Anton Sophus Rosen (født 13. september 1859 i Horsens, død 2. juli 1928 i København) var en dansk arkitekt, hvis stil var kraftigt inspireret af jugendstil. Rosen, der var professor og rektor for Kunstakademiet, arbejdede også med møbeldesign og dekorationskunst.

## Uddannelse
Anton Rosen blev født 1859 i Horsens som søn af murersvend, senere ventilationsmester ved Det Kongelige Teater og Rigsdagen Carl Julius Rosen og Elisabeth f. Christensen. Han blev først uddannet som murer og arbejdede bl.a. på Vor Frue Kirke, og kom efter at være dimitteret fra Teknisk Skole i København i 1877 ind på Kunstakademiets bygningsskole. Han tog afgang 1882 og kom som nyuddannet arkitekt til Silkeborg i 1883, i første omgang for at føre tilsyn med opførelsen af Silkeborg Bad tegnet af Vilhelm Dahlerup, som han var blevet ansat hos.
Rosen blev i 1889 gift med Martine Heegaard Grabow (11. marts 1853 i Silkeborg – 13. maj 1945 i København, datter af hotelejer Jens Heegaard Grabow og Cathrine Elisabeth f. Voetmann), hvilket sikrede ham en fast tilknytning til den unge by, som han kom til at præge med mange bygninger. Mest markante bevarede bygninger er vandtårnet ved en tidligere tekstilfabrik, Ørneapoteket i Vestergade og Silkeborg Turistbureau ved havnen.
Han vandt Akademiets lille guldmedalje 1894 (for En Postgaard til en Nordisk Hovedstad) og var ansat hos Vilhelm Dahlerup 1884 og 1890-96. Læretiden hos Dahlerup var medvirkende til at forme Rosens dekorative sans.

## Hæder
Anton Rosen var arkitekt på mange af tidens store udstillinger; for eksempel Landmandsforsamlingerne i Odense år 1900 og udstillingen i Haslev i 1906, og han blev hovedarkitekten for landsudstillingen i Århus 1909. Successen med Århusudstillingen betød, at han blev udnævnt til titulær professor ved Kunstakademiet, modtog guldmedalje for Landsudstilingen i Århus 1909 samt Eckersberg Medaillen, også 1909. Hack Kampmann og Heinrich Wenck var med til at indstille Rosen til denne hæder.
Han vandt Akademiets stipendium 1896, Theophilus Hansens Legat 1898, og han blev Ridder af Dannebrog 1923 og æresmedlem af Akademisk Arkitektforening 1927. Desuden fik han officerskorset af den svenske Nordstjerneordenen (1923), officerskorset af Polonia Restituta (1924), Æreslegionens ridderkors (1925) og blev Dannebrogsmand (1925).
For legatmidlerne foretog han rejser i Frankrig 1890, Sverige 1892, Italien 1897-98, Spanien 1899 og adskillige rejser i Norden og Europa.
Rosen var censor ved Charlottenborg Forårsudstilling 1905-06, 1914-19, formand for Akademisk Arkitektforening 1909-13, leder af sammes udstillingsudvalg i flere år; vicedirektør for Akademiet 1922-25 og fungerende direktør 1925, formand for Akademiets arkitekturskole fra 1925, bestyrelsesmedlem ved Tegne- og Kunstindustriskolen for Kvinder 1911 (formand 1913), medlem af bestyrelsen for Dansk Husflidsselskab ca. 1915, kunstnerisk leder af institutionen Vævestuen, København fra 1913, bestyrelsesformand for samme en periode samt medlem af byplanudstillingens internationale jury, Göteborg, 1923.

## Værker
Anton Rosen er arkitekten for kendte bygninger i København som Palace Hotel (opført 1906 – 1910) og Tuborgs administrations- og laboratoriebygning (opført 1912 – 1914) beliggende på Strandvejen i Hellerup. Derudover var han også én af arkitekterne bag Studiebyen i Gentofte.
Blandt hans mange elever var Tyge Hvass, C.O. Gjerløv-Knudsen, P.A. Rosenkilde Gram, Einar Packness, Kay Fisker, Viggo Sten Møller, Horsens-arkitekten Viggo Norn, Aarhus-arkitekten Axel Høeg-Hansen samt Bent Helweg-Møller.

## Frimurer
Anton Rosen var frimurer. Ved den lukkede konkurrence i 1920 om Den Danske Frimurerordens nye bygning deltog Rosen som et af ordenens arkitektmedlemmer, men vandt ikke konkurrencen.

## Udstillinger
Rosen udstillede på Charlottenborg Forårsudstilling 1889, 1891-93, 1896-1906, 1909, 1912, 1921, 1923, 1927-28; Verdensudstillingen i Paris 1900; Raadhusudstillingen i København 1901; Landsudstilingen i Århus 1909; Dänischer Ausstellung, Kgl. Kunstgewerbemuseum, Berlin 1910; Dansk Utställning, Liljevalchs, Stockholm 1918; Charlottenborg Efterårsudstilling 1922; Danish National Exhibition, Brooklyn Museum 1927; Bygge- og Boligudstillingen, Forum 1929.
Posthumt blev der holdt separatudstillinger i Palace Hotel 1959 (mindeudstilling), på Kunstakademiets Bibliotek, København 1976 og ved Selskabet for Arkitekturhistorie i Tuborgs administrationsbygning, Hellerup 1984.
Anton Rosen er begravet på Bispebjerg Kirkegård.

## Værker

### ISilkeborg
- Ligkapel, Vestergade 100 (1884, nedrevet 1967)
- Silkeborg Afholdshotel, Østergade 9 (1884, nedrevet 1976-77)
- Udvidelse af kommunal skolebygning, Søndergade (1884, sandsynligvis nedrevet 1943)
- Skovvilla/Silkeborg Vandkuranstalt, Gjessøvej 40 (1885)
- Bygninger for Th. Langs højere Pigeskole, Gymnasium og Seminar, Hostrupsgade 40, Skoletorvet (1886, 1900, 1907, 1911)
- Børnehjemmet C. Knaps Minde, Drewsensvej 8 (1887, nedrevet 1964)
- Forskoleseminarium/Th. Langs Skoler, Estrupsgade 1 (1894)
- Butiks- og beboelsesejendom, Søndergade 8 (1895)
- Indvendig ombygning af lejlighed, Vestergade 1, 1. sal (1895, siden ombygget)
- Butiks- og beboelsesejendom, Vestergade 2A (1895, stueetagen stærkt ændret)
- Håndværkerforeningen, Torvet 1 (1895-96, nedrevet efter Schalburgtage 23. februar 1945)
- Kneippkuranstalten, Sejsvej (1896-97, nedrevet 1933)
- Gymnastiksal og pedelbolig ved Borgerskolen, Markedsgade/Tværgade (1897, nedrevet 1941)
- Ørneapoteket, Vestergade 9 (1898)
- Bestyrelsesbolig, Silkeborg Gasværk, Godthåbsvej 5 (1899, nedrevet 1970-71)
- Silkeborg Købstads byvåben (1900, indregistreret 1938)
- Kødkontrolstation, Fredensgade 17 (1900, nedrevet 1974)
- Butiks- og beboelsesejendom Henryhus, Søndergade 34 (1901)
- Port- og hegnsstolper, Silkeborg Papirfabrik, Smedebakken (port i depot hos Silkeborg Kommune)
- Restaurering og udsmykning af Den gamle Bøtte, Silkeborg Papirfabrik, Langebro (1901, nedrevet 1934)
- Skolebygning, Tværgade (1902)
- Silkeborg Vandtårn for C. Commichaus Fabriker, Amaliegade 49 (1902, fredet 1986)
- Silkeborg By- og Amtssygehus, Falkevej 1-3 (1902, hovedbygning nedrevet 1952. Epidemisk afdeling, som i dag rummer administration og sygehusledelse, og ligkapel eksisterer fremdeles)
- Butiks- og beboelsesejendom, Christian 8.s Vej 18 (1902)
- Portal og veranda, Restaurant Sommerlyst, Vestergade 89 (1902, nedrevet 1982)
- Borgerskolen, Markedsgade 3/Bindslevs Plads (1903)
- Skorsten på Silkeborg Papirfabrik, Smedebakken (1903)
- Maskinmesterbolig på Silkeborg Papirfabrik, Langebro (1903, nedrevet 1934)
- Sommerhus, Kalsholtvej 2, Svejbæk (1906)
- Udvidelse af Borgerskolen, Markedsgade 3/Bindslevs Plads (1908, bygningen forlænget med 5 fag i sydlig retning)
- Forlystelsesetablisamentet Lunden i Silkeborg (1887/1888)[2]
- Skolegade 2, Silkeborg[2]
- Søndergade 3, Silkeborg[2]
- Forskoleseminarium/Th. Langs Skoler, Hostrupsgade 41 (1911)
- Opsynsmandsbolig i Statsskoven, Frederiksberggade 82 (1915)
- Landstedet Egedal for konsul Petersen, Kalsholtvej 12, Svejbæk (1919)
- Villa (nu turistbureau, Åhavevej 2A (1920)
- Talerstol af træplanker, Himmelbjerget (1925)
- Ud- og indvendig ombygning af Silkeborg Handels- og Landsbrugsbank, Torvet 2B (1926, senere ændret)
- Bådehus til Egedal, Kalsholtvej 12, Svejbæk (1927)

### I provinsen i øvrigt
- Apotek, Vester Skerninge (1889)
- Teknisk Skole, Tranebjerg, Samsø (1900)
- Villa for DFDS-kaptajn Bonnesen, Hedemarksgade 6, Frederikshavn (1901)
- Hotel, Kongensgade 71, Odense (1901)
- Villaer, Hunderupvej 34 og 38, Odense (1902)
- Tårn på herregården Risinge (1903)
- Kommunehospital, Horsens (1906-08, ombygget)
- Villa, Fredericiagade 25, Kolding (1910)
- Ole Rømer Observatoriet, Århus (1910-11, mindetavle af E. Ølsgaard efter Rosens tegning, fredet 2006)
- Rønne Elværk og Badeanstalt (1910)
- Haveby ved Åløkkegård, Odense (1907)
- Havebyen Gerthasminde, Gerthasvej/Vandværksvej, Odense (1912-16, 1924-25)
- Børnehjemmet Vallø Strand, Strøby Egede på Stevns (1915, som midt i 1980'erne blev omdøbt til Vallø Strand børne og ungdomscenter. Institutionen er nedlagt, men bygningen er bevaret)
- Ombygning af Stadsborg (1918)
- Ombygning af Vedø, Djursland (1918)
- Ombygning af Catrineberg, Sengeløse (1919-21)
- Restaurering af Arsenalet, Frederiksværk (1924)
- Villa ved Horsens Fjord (1927)
- Villa, Svanelundsvej 12, Hjørring ( 1906)

### IKøbenhavnog omegn
- Østerbros Maskinsnedkeri og Listefabrik, Blegdamsvej 56, Østerbro (1892?, nedrevet)[3]
- Martensens Allé 11-15, Frederiksberg (1895)
- Portalbygning for murermester Carl Schiøtz, Østre Fasanvej (nu: Nordre Fasanvej), Frederiksberg (1896-98, nedrevet)
- Beboelsesejendommen Uranienborg, Nørrebrogade 168 (1901)
- Vibensgård, Østerbrogade 158-60 (1903, sammen med P. Neerskov, præmieret 1904, fredet)
- Villa for direktør Nielsen, Gersonsvej 14, Hellerup (1903)
- Villa for stenhuggermester Krestensen, Annasvej 9, Hellerup (1903)
- Villa for professor Edmund Jensen, Kong Georgs Vej 41, Frederiksberg (1904, præmieret)
- Villa for tømrermester Dahl, Tesdorpfsvej 39, Frederiksberg (1905, præmieret)
- Direktørbolig til Den kongelige Porcelainsfabrik, Steen Blichers Vej 25, Frederiksberg (1905, præmieret 1907, fredet)
- Villa for tømrermester Johs. Dahl, Beringsvej 3, Frederiksberg (1906)[4]
- Løvenborg, Vesterbrogade 34 (1906, fredet)
- Villa for direktør Magnussen, Ryvangs Allé 6, Østerbro (1906-07, udvidet for grosserer H.I. Andersen af Johannes Strøm Tejsen 1924-26)
- Beboelsesejendom, Falkoner Allé 19 (1907, vinduer ændret)
- Værkstedsbygning, Viborggade 70 (1907)
- Palace Hotel med fast inventar, møbler, gardiner, spisebestik mm., Rådhuspladsen (1907-10 for slagtermester Anders Jensen, præmieret 1911, interiører ændret, fredet 1985)
- Varehuset Metropol, Frederiksberggade 16 (1908)
- Vesterbrogade 40-42 for A/S Bona (1909)
- C.W. Obels Cigarbutik, Nygade 6 (1912, nedlagt, enkelte genstande på Nationalmuseet)
- Administrations- og laboratoriebygning, Tuborgs Fabrikker, Strandvejen 54, Hellerup (1912-14, fredet)
- Sommerhus for slagtermester Anders Jensen, Strandbakken 3, Vejby Strand (1918)
- Frederiksberg Banks Nørreportafdeling (1919)
- Arbejdernes Landsbank, Nørrebrogade 62 (1921)
- Frederiksberggade 5 (1918 for slagtermester Anders Jensen, præmieret 1921)
- Boligbebyggelse, Borups Allé/Vestergårdsporten, karré C og D (1918)
- Lersø Parkallé/Haraldsgade (1919-20, nedrevet)
- 4 huse (Blækhusene), Studiebyen, Rygårds Allé, Hellerup (1921)
- Ombygning af Hotel Nimb og Tivolis randbebyggelse ved Bernstorffsgade (1926-27, ombygget 2008)
- Rosengården i Tivoli (1927, bombesprængt 1944)

### Udstillinger
- Bygninger til 18. Danske Landmandsforsamling, Odense (1900, 1. præmie 1899)
- Udstilling i Haslev (1906)
- Landsudstillingen i Århus (1909, Eckersberg Medaillen og udstilingsmedalje i guld, Politikens runde pavillon på udstillingen flyttet til Wesselsminde, Nærum 1910)
- Danmarks hus, Verdensudstillingen i San Francisco (1915)

### Monumenter
- Sokkel til monumentet for Kjærbølling i Zoologisk Have, København (1903)
- Sokkel til Johannes Wiedewelts buste af Johan Frederik Classen, Frederiksværk (1924)
- Lurblæserne, Rådhuspladsen, København (1914, sammen med Siegfried Wagner)
- Talerstol på Himmelbjerget (1925?)

### Dekorative arbejder
- Bl.a. laugspokal af sølv for Københavns Murer- og Stenhuggerlaug (1914, 1. præmie)
- Oldermandshammer, laugspokal og laugsfane til Slagterlauget i København (1917, for Anders Jensen)
- Støbejernsovne (Renæssanceovnen sammen med Anders Bundgaard 1901 for J. Lange & Co. i Svendborg, 1907, 1914, 1915, 1916)
- Kloakdæksel for Gentofte Kommune (1918, støbt af Vølund)
- Dekoration til fest på Charlottenborg for Italiens konge (1922)
- Astronomiske ure, møbler, vævemønstre, mønstre for hedebosyning, sølvarbejder, køkkentøj i emalje (bl.a. spilledåse af sølv, udført af A. Michelsen, udstillet på Verdensudstillingen i Paris 1900, og cigarskrin af sølv bygget over frimurermotiver, udført af Kay Bojesen).

### Projekter
- Bygninger til Københavns Frihavn (præmieret 1887)
- Forslag til flytning af Rundetårn (1899)
- Garnisonssygehus, Næstved (1901, 2. præmie)
- Bebyggelsesplan i Odense (1901, 2. præmie)
- Christiansborg Slot (1905)
- Fredspaladset i Haag (1906)
- Forslag til mindesmærke for de faldne i de slesvigske krige (1911)
- Bank på Piazza del Erbe i Verona (1913)
- H.C. Ørsted Museum, Svanemøllebugten (1915)
- Hus for Jysk Andelsfoderstofforretning og Andelsbanken i Århus (1916)
- Bygning for Christiani & Nielsen (1916-17)
- Bebyggelsesplan for Lyngen ved Køge (1917, 3. præmie)
- Udvidelse af Københavns Idrætspark (1917)
- Den Danske Frimurerordens bygning (kaldet Stamhuset), Blegdamsvej, København Ø (1920, Holger Rasmussen vandt arkitektkonkurrencen)
- Børsrampen (1922, 2. præmie)
- Udvidelse af Statens Museum for Kunst (1922-24)
- The Chicago Tribune Building (1923, ikke bedømt, da fristen var overskredet)
- Skyskrabere ved Sankt Jørgens Sø (1923)
- Verdensudstilling på Søerne i København (1924)
- Skyskraber for DSB eller for Polyteknisk Læreanstalt (1924)
- Monument for digteren J.P. Jacobsen (1924)
- Monument for krigsforliste søfolk (1924)
- Nyt kompleks for Polyteknisk Læreanstalt, Øster Voldgade 10 (1925-28, videreført i ændret skikkelse af C.O. Gjerløv-Knudsen, fra 1929)
- Højbro over Københavns Havn (1926, 1. præmie, sammen med ingeniør Christian Bjørn Petersen)
- Folkeforbundets bygning, Genève (1927, præmieret)
- Planetarium (1927)

### Skriftlige arbejder
- Vævestuen, 1920.
- Smagskulturens Udvikling gennem Husfliden, 1925. Online hos Bygningskultur Danmark (Webside ikke længere tilgængelig)
- Artikler, bl.a. i Architekten.